# Kei Taniguchi (piłkarz)
Kei Taniguchi (jap. 谷口 圭 Taniguchi Kei; ur. 15 lipca 1974) – japoński piłkarz występujący na pozycji obrońcy.

## Kariera klubowa
Od 1993 do 2002 roku występował w klubach Nagoya Grampus Eight, Brummel Sendai i Ehime FC.